# Danilo Brugia
Danilo Brugia (Roma, 25 giugno 1978) è un attore e cantante italiano.

## Biografia
Dopo il conseguimento della maturità classica, si iscrive alla Facoltà di Giurisprudenza dell'Università La Sapienza di Roma. Tra il 1999 e il 2000 studia recitazione e dizione con l'attrice Federica Di Martino e, per 5 anni, canto leggero con Alessandra Piroddi. Nella stagione televisiva 2000-2001 è stato un "Carramba boy".
Nel 2001 si classifica al 2º posto al Festival di Castrocaro, con il brano 6 speciale. Tra il 2003 e 2004 è protagonista, nel ruolo di Nick Piazza, del musical Fame - The musical - Saranno famosi, regia di Luigi Perego e Gigi Saccomandi.
Dopo alcune interpretazioni come attore di fotoromanzi, diventa popolare grazie al ruolo di Stefano Della Rocca, interpretato, dal 2005 al 2008, nella soap opera di Canale 5, CentoVetrine.
Nel 2007 vince, come doppiatore rivelazione dell'anno, il Leggio d'oro. Nello stesso anno gira il suo primo film Linda F, opera prima di Barbara e Monica Sgambellone. Nel 2008 partecipa come concorrente al reality show, condotto da Milly Carlucci, Uomo e Gentiluomo che viene sospeso per scarsa audience. Nello stesso anno
vince il premio come migliore attore protagonista - Sezione Soap al Roma Fiction Fest.
Nel 2009 è nel cast della 2ª stagione della sit-com di Rai 2, 7 vite.
Nel 2012 partecipa al talent di Rai1 Tale e quale show nelle vesti di Massimo Ranieri (prima puntata), Elton John (seconda puntata), Al Bano (terza puntata) e Antonello Venditti (quarta e ultima puntata).
Nel 2019 e nel 2022 ha vinto il premio “Microfono d'oro” per la sua carriera radiofonica.

## Vita privata
Danilo Brugia ha due figli avuti dalla moglie Flavia Pomarico: Emiliano e Mattia. Dopo la separazione, si è legato fino al 2019 ad Alessia Izzo, figlia dell'attore Biagio Izzo; dalla loro relazione nel 2018 è nato Lorenzo.

## Teatro
- Fame - The Musical - Saranno famosi, regia di Luigi Perego e Gigi Saccomandi (2003-2004)
- Lady Oscar - Teatro Vascello e Teatro Sistina - Roma (2009)
- Titanic il Musical, regia di Federico Bellone (2012-2013)
- Non abbiate paura, regia di Andrea Palotto e Gianluca Ferrato, Auditorium della Conciliazione di Roma (2014)
- Processo a Pinocchio, regia di Andrea Palotto (2015)
- Un americano a Parigi, regia di Enzo Sanny (2016/2017)
- Varietà romane, regia di Alessia Izzo (2018)
- Tre attori in affitto, regia di Alessia Izzo (2018)                                                                                                                                                                                                             L'Ascensore , regia di Matteo Borghi (2020)
- Casalinghi disperati, regia di Diego Ruiz (2018/2021)

## Filmografia

### Cinema
- Non escludo il ritorno, regia di Stefano Calvagna (2014)
- Un nuovo giorno, regia di Stefano Calvagna (2016)
- Soldato sotto la luna (film 2022) regia Massimo Paolucci
- Oltre (film 2022) regia Giuseppe Celesia
- All in a day (film 2022)

### Televisione
- CentoVetrine, registi vari (2004-2008, 2016)
- Uomo e gentiluomo, (varietà televisivo) (2008)
- Tutti intorno a Linda, regia di Barbara e Monica Sgambellone (2008)
- 7 vite 2, registi vari (2009)
- Rossella, regia di Gianni Lepre (2011-2013)
- Il generale dei briganti, regia di Paolo Poeti (2012)
- Tale e quale show (varietà televisivo) (2012)
- Provaci ancora prof! 6, regia di Tiziana Aristarco (2016)
- Le tre rose di Eva 4, regia di Raffaele Mertes (2017)
- Tutto può succedere 3, regia di Carmine Elia (2018)

## Doppiaggio
- Kevin Alejandro in Febbre d'amore (2ª voce)
- Andrew Airlie in Case 39[2]
- Sebastian Deyle in Tempesta d'amore (1ª voce)
- Jean François Palaccio in Saint Tropez
- Sebastián Rulli in Rubí

## Discografia
- 6 speciale - CD singolo (2001) - Festival di Castrocaro 2001: 2º classificato

### Premi
- Leggio d'oro - Come doppiatore rivelazione dell'anno (2007)[1]
- Roma Fiction Fest - Premio come migliore attore protagonista - Sezione Soap (2008) - Per CentoVetrine